# Tarcisio Bertone
Tarcisio Pietro Evasio Bertone (n. 1 decembrie 1934, Romano Canavese) este un arhiepiscop și cardinal al Bisericii Catolice, Secretar de Stat al Sfântului Scaun între 2006 și 2013.

## Copilăria și formarea
Născut pe 2 decembrie 1934 la Romano Canavese, în Provincia Torino, (Dieceza romano-catolică de Ivrea, al cincilea din cei 8 fii ai soților Pietro Bertone (maestru organist și animator a numeroase festivale muzicale canaveze și în Valea Aosta). În biserica parohială „sfinții Petru și Solutore” a primit botezul pe 9 decembrie același an. A urmat cursurile istoricului oratoriu din Valdocco la Torino. Tot la Torino a urmat studiile școlii superioare și a jucat fotbal. După examenul de maturitate a început noviciatul la Pinerolo, simțindu-se chemat de vocația saleziană. Profesiunea religioasă temporală a făcut-o pe 3 decembrie 1950. A fost hirotonit preot la 1 iulie 1960 de Albino Mensa, episcop de Ivrea.
Îndată după hirotonire a fost trimis la perfecționarea studiilor la Torino, unde a obținut licența în teologie cu o lucrare asupra toleranței și libertății religioase. A continuat mai apoi studiile la Roma, la Ateneul Salezian, unde a obținut licența și doctoratul în dreptul canonic cu un studiu asupra „Guvernării Bisericii în gândirea papei Benedict la XIV-lea (1740-1758)”.

## Cariera universitară
Din 1967 a predat Teologia Morală Specială la Ateneul Salezian, devenit mai apoi Universitatea Pontificală Saleziană (în 1973). Timp de zece ani a predat tratatele „De Iustitia”, „De virtute Religionis” și „De Poenitentia” (dreptatea, virtutea religiunii și penitența sau spovedania). În 1976, în urma morții neprevăzute a eminentului jurist belgian - Gustave Leclerc – Tarcisio Bertone a fost chemat să preia conducerea Facultății de Drept Canonic, unde a predat până în 1991. Tratatele prezentate au fost: „Dreptul Public Bisericesc (ecleziastic)”, în cle două tradiții specifice (occidental și oriental); „Dreptul Constituțional al Bisericii”, „Raporturile dintre Biserică și Comunitatea Politică”, „Dreptul Internațional”, „Dreptul mionorilor” (în sintonie cu specializarea pedagogică a Universității Pontificale Saleziene) și „Legislația și Organizarea Catehetică și Pastorală a Tineretului”. Din 1989 a devenit și rector al acestei universități.
În 1978 a fost invitat să predea drept public bisericesc la „Institutum Utriusque Iuris” al Universității Pontificale Laterane.
Pe lângă o intensă activitate publicistică, a plinit și funcția de Director al teologilor (1974 - 1976), Decan al Facultății de Drept Canonic (1979 - 1985), Vice-Rector și mai apoi rector al Universității Pontificale Saleziene al Universității „Don Bosco” (1989-1991).
Pe tot timpul activității sale didactice la Roma a desfășurat și o intensă activitate pastorală în diferite parohii romane; a contribuit în mod eficient la promovarea laicilor (în Centrele de Formare teologică și apostolică), cu intervenții specifice teologiei morale sociale și raporturile dintre credință și politică.
A colaborat la ultima fază de revizuire a Codex Iuris Canonici străduindu-se mai apoi să promoveze primirea lui așa cum se cuvine în diferitele Biserici particulare vizitând în acest sens câteva sute de dieceze, atât în Italia cât și-n afara ei, pentru prezentarea „marii discipline a Bisericii” (cum o numea chiar el în aceste ocazii). A coordonat grupul de juriști și traducători a Codului din latină în italiană, traducere pe care mai apoi a publicat-o cu aprobarea Conferinței Episcopale Italiene (sigla: CEI).

## Membru în diferite comisii

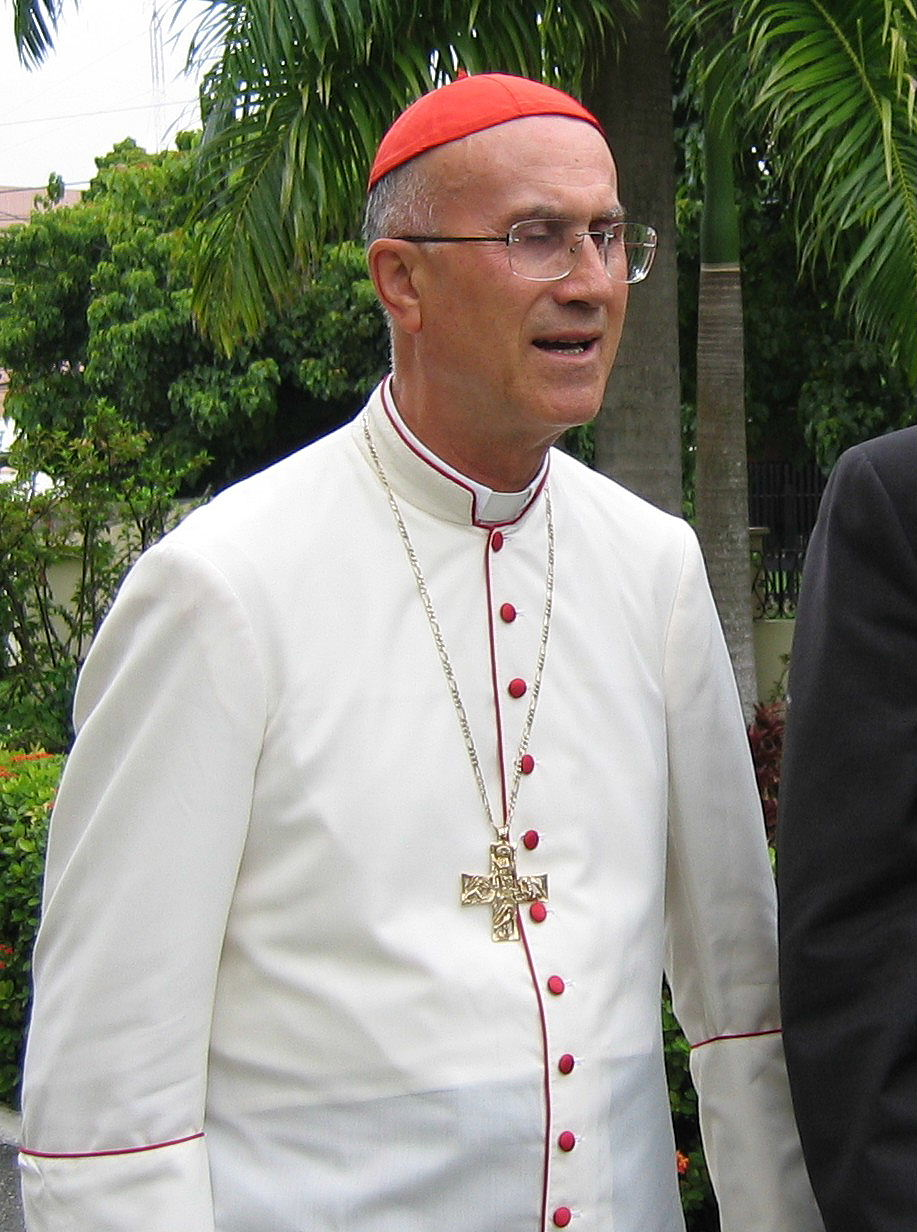
Card. T. Bertone în misiunea de la Guaricano

Din 1980 a desfășurat o intensă și calificată activitate în slujba sfântului Scaun – guvernul central al Bisericii – în calitate de „Consultor” în diferite dicasterii ale Curiei romane. A colaborat mai ales cu Congregația pentru Doctrina Credinței în probleme teologico-juridice.
În 1988 a făcut parte din grupul de experți care l-au însoțit pe cardinalul Joseph Ratzinger în tratativele de reconciliere cu Societatea Sf. Pius al X-lea, a episcopului schismatic Marcel Lefebvre. În 1989 a făcut parte din grupul rectorilor universităților catolice, care au colaborat la redactarea viitoarei Constituții Apostolice «Ex corde Ecclesiae», asupra identității și misiunii universităților catolice.
În 1990, din dispoziția Secretariatului de Stat, a participat la reuniunile „Comisiei europene a democrației prin drept” creată de Consiliul European, pentru un rodnic dialog est-vest, mai ales pentru ajutorarea țărilor care și-au recăpătat de curând democrația pentru a emana texte constituționale și organisme, cum ar fi Curtea Supremă, demne de marile tradiții europene. A făcut parte dintr-un grup de lucru pentru revizuirea tuturor deliberărilor Conferinței Episcopale după promulgarea noului Cod Canonic. A colaborat cu Consiliul Pontifical pentru Promovarea Unității Creștinilor în redactarea „Noului Directoriu Ecumenic” (1993).

## Arhiepiscop
Pe 4 iunie 1991 papa Ioan Paul al II-lea l-a numit episcop al celei mai vechi dieceze din Piemonte, ca arhiepiscop mitropolit de Vercelli. Ca păstor spiritual al acestei episcopii, activitatea sa a fost orientată în primul rând spre dezvoltarea unei profunde și cordiale comuniuni cu preoții în cadrul clerului diecezan. Un alt aspect important al activității sale a fost atenția pentru ambientul credinței și al culturii (grăitoare sunt raporturile dintre Biserica locală și Universitatea orientală din Piemonte). Educarea la credință a fost și el o preocupare constantă: pastorala tineretului și învățământul religios în școlile de toate gradele. Pastorala vocațională a ocupat un loc important în activitatea lui, în acest sens redactând scrisoarea pastorală „Vieni e seguimi” în anul 1993.
A consolidat raporturile arhidiecezei cu misiunea din Isolo (Kenya), sprijinind crearea unui vicariat apostolic și consacrând acestei misiuni primul episcop, mons. Luigi Locati, care a fost în cele din urmă mărturisitor al credinței cu vărsarea propriului sânge (martir).
A participat la Congresul Universitarilor Europeni la Santiago de Compostela, însoțind și un grup de preoți în pelerinajul spre Barcelona. A vizitat comunitățile de italieni din Vercelli stabiliți în America, Canada și America Latină.
Pe 28 ianuarie 1993 a fost numit de CEI Președinte al Comisiei bisericești „giustizia e pace” („dreptate și paece”) iar în acest oficiu a promovat cercetarea și educarea la legalitate, la dreptate și la moralitate. Tot în acest rol a semnat și promulgat două documente: 
- ”Legalitatea, dreptatea și moralitatea”, în 1993;
- ”Statul social și educarea la socializare”, în 1995.

## Secretar al Congregație pentru Doctrina Credinței
Pe 13 iunie 1995 arhiepiscopul mitropolit Tarcisio Bertone a fost numit de către Papa Ioan Paul al II-lea Secretar al Congragației pentru doctrina Credinței, în Vatican, unde a colaborat cu cardinalul Joseph Ratzinger (ulterior papa Benedict al XVI-lea), pe atunci prefect al congregației amintite. În acest nou rol se confirma și mai mult consemnul încredințat de Sf. Eusebiu – primul episcop de Vercelli – și preluată de mons. Tarcisio în mottoul stemei sale episcopale: "Fidem custodire concordiam servare".
În strânsă legătură cu episcopii din lumea întreagă a colaborat cu Joseph Ratzinger în promovarea doctrinei credinței și a proiectului moral creștin, conform scopului propriu Congregației (pentru a ilustra aceste date pot fi amintite câteva documente: Declarația „Dominus Iesus”, Regulamentul pentru  examinarea (cercetarea) doctrinei, Norme asupra celor mai grave delicte rezervate Congregației pentru Doctrina Credinței, Primatul succesorului lui Petru în misterul Bisericii, Teste ale Magisteriului asupra profesiunii credinței, Notă doctrinară cu privire la unele probleme ce privesc angajarea și comportamentul catolicilor în viața politică ș.a.).
La însoțit pe cardinalul Ratzinger în întâlnirile cu episcopii latinoamericani (Guadalajara 1996) și pe cei din America de Nord și din Oceania (San Francisco 1999).
Din mandatul Sfântului Scaun a fost în Republica Cehă ca să îi întâlnească pe preoții care aparțin de Exarhul bizantino-slav. În 1997 a contrasemnat nota oficială prin care era anunțată excomunicarea "latae sententiae" pentru teologul cingalese Tissa Balasuriya (excomunicare care va dispărea următorul an odată cu retractarea făcută de teologul amintit); În 2000, pe timpul Marelui Jubileu, a fost însărcinat de papa Ioan Paul al II-lea cu publicarea celei de-a treia părți a „secretului” de la Fatima, ceea ce a și făcut, publicând documentul la Libreria Editrice Vaticana, „Il messaggio di Fatima”, 2000) și tot lui i-a revenit neplăcuta misiune de a se ocupa de mediatizarea cazului Milingo care, după ce – în 2001 – a aderat la secta lui Moon - Biserica Unificării – s-a căsătorit tot acolo cu Maria Sung, o adeptă și ea a acestei secte și a reverendului Moon. Ajutat de Tarcisio ca de un adevărat confrate s-a reconciliat atunci cu Biserica Catolică și a fost primit pe mai departe în deplină comuniune cu ea.

## Arhiepiscop de Genova
La 10 decembrie 2002 Bertone a fost numit arhiepiscop de Genova și a preluat postul în arhidieceză pe 2 februarie 2003. Pe 21 octombrie 2003 papa Ioan Paul al II-lea l-a ridicat la demnitatea de Cardinal, numindu-l cardinal prezbiter cu titlul de Santa Maria Ausiliatrice in via Tuscolana, slujire "pro hac vice"; ritul prin care a fost creat cardinal s-a celebrat solemn în San Pietro.
În ministerul său de arhiepiscop de Genova a desfășurat activitate în toate formele de apostolat. Într-adevăr, activitatea sa s-a realizat pe liniile anunțate cu documentul de programare trienală: „Curaj, Biserică din Genova, Domnul te chiamă!” (2003):  în timp ce promova o angajare sinceră și generoasă în toate aspectele pastoralei de toate zilele, accent preponderent a pus pe cateheză, pe inițierea creștină și pe celebrarea zilei Domnului, pastorale tineretului, pastorala familiară, pastorala scolastică (îndeosebi orele de religie în școală și creșterea calitativă a școlilor catolice). Apreciată de enoriașii săi a fost insistența asupra formării permanente a tuturor (preoți și laici), într-un spirit de comuniune surprinsă admirabil în expresia „spiritualitate împreună cu...”.
Fidel tradiției episcopatului genovez a întreținut cele mai bune raporturi cu toate instituțiile locale și cu economia regiunii. Ajutat de capelanii diferitor sectoare de lucru sau instituții au celebrat mai multe Liturghii fie în locurile de muncă fie în instituții (spital, azil, garnizoană, penitenciar etc.) intervenind chiar și în controversele cele mai dificile cu medierea sa.
Pe 20 iulie 2004 a prezidat – alături de Președintele Republicii Italiene, Carlo Azeglio Ciampi, a ministrului apărării, Antonio Martino și a Șefului de Stat Major al Marinei italiene, Biraghi, lansarea în larg a portavionului Cavur.
Pe 14 octombrie 2004 cardinalul Tarcisio Bertone s-a aflat în România, unde a însoțit de la Roma strămutarea în patrie, în orașul Roman, a rămășițelor pământești ale lui Petru Tocănel, preot-călugăr franciscan conventual, după ce la Roma, pe 12 octombrie, ambasadorul României pe lângă Sfântul Scaun, Mihail Dobre, organizase un simpozion “in memoriam” pentru  profesorul român.
A redat impuls unei treziri intense a pastorației vocaționale, reconstruind Centrul Diecezan Vocațional (Scrisoarea Pastorală „Tezaurul ascuns și piatra prețioasă”, 2004). Tot legat de acest sector al viitorilor preoți a dat viață Seminarului Interdiecezan; a promovat deschiderea misionară intensificând raporturile personale cu diferiți misionari genovezi și vizitând misiunile diecezane (ex. în Barrio Guaricano la Santo Domingo, 2004). La cererea Episcopului de Santa Clara din Cuba, a deschis în 2005 o nouă misiune diecezană în colaborare cu Dieceza de Chiavari.
Nenumăratele ocazii care l-au purtat dintr-un loc în altul l-au ajutat să îmbogățească experiența sa internațională (deja atât de maturizată în oficiul de la Congregația pentru Doctrina Credinței, unde a întâlnit reprezentanți ai Bisericilor locale și autorități). Iată câteva din ocaziile amintite: a însoțit pelerinajele diecezane în Țara Sfântă (cel puțin de trei ori în ultimii trei ani), pelerinajele în Polonia, la Malta și în Germania (cu ocazia „Zilei Mondiale a Tineretului”: 2005); a vizitat comunitățile genoveze din Peru și Argentina, unde a primit titlul de „doctor honoris causa” de la Universitatea Catolică din Salta (2005); a celebrat Sfânta Liturghie pentru inaugurarea noii biserici a operațiunii „Mato Grosso” vizitând cu acea ocazie comunitatea din Sierra; de două ori, de la Genova, a fost la Coimbra ca să o întâlnească pe Sora Lucia (de la Fatima), ale cărei funerarii le-a celebrat ca delegat al papei Ioan Paul al II-lea (15 februarie 2005.
În Dieceză a întâlnit mai toate comunitățile parohiale cu ocazia celebrării Mirului, cu ocazia prezentării noilor parohi, cu ocazia vizitelor pastorale și în alte ocazii mai puțin semnificative.
A participat în calitate de cardinal elector la conclavul din 19 aprilie 2005, care l-a ales pe actualul papă.

## Secretar de Stat
Cu Scrisoarea pontificală din 22 iunie 2006, trimisă de Papa Benedict al XVI-lea credincioșilor din Arhidieceza de Genova, papa îi anunța pe ei (și lumea întreagă) că l-a ales pe Mons. Tercisio Bertone în funcția de Cardinal Secretar de Stat al Vaticanului: această numire a fost ratificată (semnată) pe 15 septembrie 2006.
În Scrisoarea trimisă de Sfântul Părinte credincioșilor din Genova, Benedict al XVI-lea se exprima astfel: “Așa cum l-ați iubit și apreciat voi în acești ani pentru calitățile sale, la fel și eu tocmai pentru aceste calități l-am voit, aici la Roma".
În acest oficiu vine ca succesor al Cardinalului Angelo Sodano, demisionar pentru împlinirea vârstei, așa cum prescrie Dreptul Canonic.
Pe 29 august 2006 chiar el l-a anunțat pe succesorul său (în persoana lui Angelo Bagnasco) numirea din partea papei, numire care va intra în vigoare tot pe 15 septembrie.
În data de 6 septembrie 2008, în cursul vizitei președintelui Traian Băsescu la Roma, i-a fost acordat Ordinul Național Steaua României.

## Opere/Scrieri
Câteva din volumele de cărți publicate:
- BERTONE TARCISIO, Vita cristiana secondo giustizia: trattato di teologia morale. Appunti di studio, Roma, Pontificio Ateneo Salesiano 1968.
- BERTONE T. - LECLERC G. - MILANESI G.C. - POLIZZI V. QUARELLO E., Discussione sull'aborto, Quaderni di «Salesianum» 1, Roma, LAS 1975.
- BERTONE TARCISIO, II governo della Chiesa nel pensiero di Benedetto XIV (1740-1758), Biblioteca di Scienze Religiose 21, Roma, LAS 1977.
- BERTONE TARCISIO, Il rapporto giuridico tra Chiesa e Comunità politica, in: GRUPPO ITALIANO DOCENTI DI DIRITTO CANONICO (Ed.), Il Diritto nel mistero della Chiesa, vol. IV: Diritto Patrimoniale - Tutela della comunione e diritti - Chiesa e Comunità politica, «Quaderni di Apollinanis» 4, Roma, Libreria Editrice della Pontificia Università Lateranense 1980.
- BERTONE T. - SEVERGNINI A. (Edd.), La famiglia e i suoi diritti nella comunità civile e religiosa. Atti del VI Colloquio Giuridico, (Roma, 24-26 aprile 1986), Roma, Libreria Editrice Vaticana - Libreria Editrice Lateranense 1987, pp. 576.
- BERTONE TARCISIO (Ed.), Codice di diritto canonico. Textul oficial și traducerea italiană sub egida Universității Pontificale din Lateran și a Universității Pontificale Saleziene, Roma, Unione Editori Cattolici Italiani 1983; a 2-a ediție revizuită și corectată, 1984; a 3-a ediție revizuită, corectată și amplificată, 1997.
- A publicat nenumărate articole științifice și de popularizare cu privire la problemele actuale în contextul bisericesc.

## Curiozități
- Pe 11 ianuarie 2004, Tarcisio Bertone, suporter juventin, a comentat în direct partida dintre Sampdoria - Juventus de la microfonul unui radio local din Genova.
- Pe 29 august .2006 afirma: "Depindem aproape exclusiv de o singură sursă de energie: petrolul: Va trebui să găsim surse alternative” și "Beppe Grillo, în micimea sa, este un exemplu pe care îl putem urma”.

## Articole corelate cu acesta
- Cardinal Secretar de Stat